# 森ノ宮ピロティホール
森ノ宮ピロティホール（もりのみやピロティホール）は、大阪府大阪市中央区森ノ宮中央にある多目的ホール。

## 概要
大阪市立労働会館（現：大阪市こども相談センター）に併設する形で1979年に開場した。旧：日生球場の東隣に位置している。大阪市の財政改革の一環で市の施設としては2007年度限りでの廃止が決まり、2008年3月末に一旦閉館。その後、民間企業への貸し付けを前提に改修工事を行い、2009年6月に一般競争入札により、キョードー大阪と定期建物賃貸借契約を結び、2010年に再オープンした。
敷地の周辺一帯にある森ノ宮遺跡の保存のために、特殊梁による高床式（ピロティ）構造を採用した珍しい建築様式である。森ノ宮遺跡からの出土品を展示した遺跡展示室が存在する。
テナントとしてワタナベエンターテインメント関西事業本部が入居しており、劇団Patchなど関西を拠点としたタレントや全国区で活躍するナベプロ所属タレントの関西活動拠点としても使われている。

## 所在地
- 大阪市中央区森ノ宮中央1-17-5
  - 最寄駅はJR大阪環状線およびOsaka Metro 中央線・長堀鶴見緑地線の森ノ宮駅。